# Collinsia holmi
Collinsia holmi är en spindelart som beskrevs av Kirill Yeskov 1990. Collinsia holmi ingår i släktet collinsior, och familjen täckvävarspindlar. Inga underarter finns listade i Catalogue of Life.